# 左傳紀事本末
《左傳紀事本末》，清代高士奇著，凡五十三卷。
《左傳紀事本末》一書是基於南宋章沖《左傳事類始末》一書而擴展。高士奇取《左傳》原文，記事以國別，按周、魯、齊、晉、宋、衛、鄭、楚、吳、秦等列國順序排列，取《左傳》之文以類相從，只寫大事，不寫細碎。全书分周四卷、鲁十一卷、齐七卷、晋十一卷、宋三卷、卫四卷、郑四卷、楚四卷、吴三卷、秦一卷及列国一卷，共五十三卷，有“补逸”、“考异”、“辨误”、“考证”、“发明”等，篇末附有議論，強調尊王室、重宗國，“為續春秋者法”。韓菼為序。四库馆臣称其“眉目朗晰，后来居上。”